# Llista de béns d'interès cultural de la Regió de Múrcia
Els Béns d'interès cultural de la Regió de Múrcia són aquells elements que conforme a la Llei 16/1985, de 25 de juny, del Patrimoni Històric Espanyol tenen la condició de bé d'interès cultural (BIC). La llei estatal es desenvolupa amb la Llei 4/2007 de patrimoni cultural de la Comunitat Autònoma de la Regió de Múrcia, que contempla els següents tipus de béns immobles: a) monument (M), b) conjunt històric (CH), c) jardí històric (JH), d) lloc històric (LH), e) zona arqueològica (ZA), f) zona paleontològica, g) lloc d'interès etnogràfic.
Un total de 72 coves i abrics estan inclosos en el conjunt d'art rupestre de l'arc mediterrani de la península Ibèrica declarat Patrimoni de la Humanitat, relacionats en la llista de l'art rupestre de l'Arc Mediterrani a Múrcia.

## Favanella
| Monument             | Tipus                               | Localització | Coordenades                                          | Codi?         | Imatge                                    |
| -------------------- | ----------------------------------- | ------------ | ---------------------------------------------------- | ------------- | ----------------------------------------- |
| Castell de Favanella | M 1997 Arquitectura militar Castell | Favanella    | 38° 12′ 25″ N, 1° 02′ 17″ O / 38.206908°N,1.038105°O | RI-51-0009969 | Carregueu una nova foto d'aquest monument |
| Castell de Santa Ana | M 2000 Arquitectura militar Castell | Favanella    | 38° 12′ 26″ N, 1° 03′ 11″ O / 38.207167°N,1.053015°O | RI-51-0010516 | Carregueu una nova foto d'aquest monument |

## Abarán
| Monument          | Tipus  | Localització         | Coordenades                                          | Codi?         | Imatge                                                                                                |
| ----------------- | ------ | -------------------- | ---------------------------------------------------- | ------------- | --- |
| Puente Viejo      | M 2008 | Abarán Carretera B17 | 38° 12′ 01″ N, 1° 24′ 13″ O / 38.200152°N,1.403735°O | RI-51-0011576 | Puente Viejo (Abarán) · Vegeu més fotos d'aquest monument · Carregueu una nova foto d'aquest monument |
| Cova de la Moneda | M 1985 | Abarán               |                                                      | RI-51-0012265 | Carregueu una nova foto d'aquest monument                                                             |

## Águilas
| Monument                            | Tipus  | Localització    | Coordenades                                          | Codi?         | Imatge |
| ----------------------------------- | ------ | --------------- | ---------------------------------------------------- | ------------- | --- |
| Embarcador de El Hornillo           | M 2000 | Águilas         | 37° 24′ 31″ N, 1° 33′ 36″ O / 37.408738°N,1.560123°O | RI-51-0010117 | Embarcador de El Hornillo (Águilas) · Vegeu més fotos d'aquest monument · Carregueu una nova foto d'aquest monument           |
| Torre de Cope                       | M 1992 | Águilas         | 37° 26′ 13″ N, 1° 29′ 04″ O / 37.436916°N,1.484495°O | RI-51-0007264 | Torre de Cope (Águilas) · Vegeu més fotos d'aquest monument · Carregueu una nova foto d'aquest monument                       |
| Castell de Chuecos                  | M 1997 | Águilas Chuecos | 37° 32′ 03″ N, 1° 35′ 43″ O / 37.534069°N,1.595333°O | RI-51-0009970 | Carregueu una nova foto d'aquest monument                                                                                     |
| Castell de Tébar                    | M 1997 | Águilas Tébar   | 37° 30′ 30″ N, 1° 37′ 23″ O / 37.508347°N,1.623096°O | RI-51-0009971 | Carregueu una nova foto d'aquest monument                                                                                     |
| Castell de Sant Joan de les Águilas | M 1982 | Águilas         | 37° 24′ 05″ N, 1° 34′ 48″ O / 37.4014°N,1.580132°O   | RI-51-0004761 | Castell de Sant Joan de les Águilas (Águilas) · Vegeu més fotos d'aquest monument · Carregueu una nova foto d'aquest monument |

## Albudeite
| Monument                                   | Tipus  | Localització | Coordenades                                          | Codi?         | Imatge |
| ------------------------------------------ | ------ | ------------ | ---------------------------------------------------- | ------------- | --- |
| Església de Nuestra Señora de los Remedios | M 2008 | Albudeite    | 38° 01′ 42″ N, 1° 23′ 08″ O / 38.028297°N,1.385675°O | RI-51-0011612 | Església de Nuestra Señora de los Remedios (Albudeite) · Vegeu més fotos d'aquest monument · Carregueu una nova foto d'aquest monument |
| Castell d'Albudeite                        | M 1997 | Albudeite    | 38° 01′ 39″ N, 1° 23′ 13″ O / 38.027486°N,1.386847°O | RI-51-0009972 | Carregueu una nova foto d'aquest monument                                                                                              |

## Alcantarilla
| Monument                                           | Tipus  | Localització | Coordenades                                          | Codi?         | Imatge |
| -------------------------------------------------- | ------ | ------------ | ---------------------------------------------------- | ------------- | --- |
| Convent de Los Mínimos                             | M 2005 | Alcantarilla | 37° 58′ 27″ N, 1° 12′ 47″ O / 37.974278°N,1.212987°O | RI-51-0010543 | Carregueu una nova foto d'aquest monument                                                                                          |
| Casa de la Inquisición                             | M 1982 | Alcantarilla | 37° 58′ 09″ N, 1° 12′ 39″ O / 37.969206°N,1.210733°O | RI-51-0004678 | Casa de la Inquisición (Alcantarilla) · Vegeu més fotos d'aquest monument · Carregueu una nova foto d'aquest monument              |
| Roda de la Huerta i Museu Etnològic d'Alcantarilla | M 1982 | Alcantarilla | 37° 58′ 39″ N, 1° 12′ 44″ O / 37.9775°N,1.212222°O   | RI-51-0004661 | Roda de la Huerta i Museu Etnològic d'Alcantarilla · Vegeu més fotos d'aquest monument · Carregueu una nova foto d'aquest monument |

## Aledo
| Monument         | Tipus                             | Localització  | Coordenades                                                             | Codi?         | Imatge                                                                                          |
| ---------------- | --------------------------------- | ------------- | ----------------------------------------------------------------------- | ------------- | ----------------------------------------------------------------------------------------------- |
| Castell d'Aledo  | M 1931 Arquitectura militar Torre | Aledo         | 37° 47′ 29″ N, 1° 34′ 24″ O / 37.791497°N,1.573296°O                    | RI-51-0000749 | Castell d'Aledo · Vegeu més fotos d'aquest monument · Carregueu una nova foto d'aquest monument |
| Vila d'Aledo     | CH 1988                           | Aledo         | 37° 47′ 39″ N, 1° 34′ 23″ O / 37.794207°N,1.573080°O                    | RI-53-0000344 | Vila d'Aledo · Vegeu més fotos d'aquest monument · Carregueu una nova foto d'aquest monument    |
| Muralla d'Aledo  | M 1997                            | Aledo         | 37° 47′ 29″ N, 1° 34′ 24″ O / 37.791418°N,1.573433°O                    | RI-51-0009973 | Muralla d'Aledo · Vegeu més fotos d'aquest monument · Carregueu una nova foto d'aquest monument |
| Torre de Chichar | M 1997                            | Aledo Chichar | 37° 46′ 18″ N, 1° 38′ 29″ O / 37.771662854260576°N,1.6414360395936305°O | RI-51-0009974 | Carregueu una nova foto d'aquest monument                                                       |

## Alguazas
| Monument                                           | Tipus  | Localització | Coordenades                                          | Codi?         | Imatge |
| -------------------------------------------------- | ------ | ------------ | ---------------------------------------------------- | ------------- | --- |
| Torre del Obispo, Torre Vieja o Torre de los Moros | M 1997 | Alguazas     | 38° 02′ 41″ N, 1° 13′ 38″ O / 38.044836°N,1.227104°O | RI-51-0009975 | Torre del Obispo (Alguazas) · Vegeu més fotos d'aquest monument · Carregueu una nova foto d'aquest monument                  |
| Església parroquial de Sant Onofre                 | M 1982 | Alguazas     | 38° 03′ 01″ N, 1° 14′ 28″ O / 38.050259°N,1.241242°O | RI-51-0004626 | Església parroquial de San Onofre (Alguazas) · Vegeu més fotos d'aquest monument · Carregueu una nova foto d'aquest monument |

## Alhama de Murcia
| Monument                                 | Tipus  | Localització              | Coordenades                                          | Codi?         | Imatge |
| ---------------------------------------- | ------ | ------------------------- | ---------------------------------------------------- | ------------- | --- |
| Castell d'Alhama                         | M 1997 | Alhama de Murcia          | 37° 51′ 14″ N, 1° 25′ 27″ O / 37.853839°N,1.424072°O | RI-51-0009976 | Castell d'Alhama (Alhama de Murcia) · Vegeu més fotos d'aquest monument · Carregueu una nova foto d'aquest monument   |
| Castell de Gañuelas                      | M 1997 | Alhama de Murcia Gañuelas |                                                      | RI-51-0009977 | Carregueu una nova foto d'aquest monument                                                                             |
| Torre de Comarza                         | M 1997 | Alhama de Murcia          | 37° 51′ 20″ N, 1° 18′ 52″ O / 37.85543°N,1.31455°O   | RI-51-0009978 | Carregueu una nova foto d'aquest monument                                                                             |
| Fortalesa de El Cañarico                 | M 1997 | Alhama de Murcia          | 37° 53′ 16″ N, 1° 17′ 55″ O / 37.88782°N,1.29865°O   | RI-51-0009979 | Carregueu una nova foto d'aquest monument                                                                             |
| Torre del Lomo                           | M 1997 | Alhama de Murcia          | 37° 51′ 57″ N, 1° 22′ 58″ O / 37.86575°N,1.38272°O   | RI-51-0009980 | Torre del Lomo (Alhama de Murcia) · Carregueu una nova foto d'aquest monument                                         |
| Torre del Barracón                       | M 1997 | Alhama de Murcia          | 37° 50′ 17″ N, 1° 20′ 25″ O / 37.83797°N,1.34032°O   | RI-51-0009981 | Carregueu una nova foto d'aquest monument                                                                             |
| Església parroquial de San Lázaro Obispo | M 2005 | Alhama de Murcia          | 37° 51′ 09″ N, 1° 25′ 28″ O / 37.85245°N,1.42444°O   | RI-51-0011558 | Església parroquial de San Lázaro Obispo (Alhama de Murcia) · Carregueu una nova foto d'aquest monument               |
| Museu de los Baños                       | M 1983 | Alhama de Murcia          | 37° 51′ 10″ N, 1° 25′ 29″ O / 37.852672°N,1.424801°O | RI-51-0004909 | Museu de los Baños (Alhama de Murcia) · Vegeu més fotos d'aquest monument · Carregueu una nova foto d'aquest monument |

## Archena
| Monument                                                | Tipus   | Localització | Coordenades                                        | Codi?         | Imatge                                    |
| ------------------------------------------------------- | ------- | ------------ | -------------------------------------------------- | ------------- | ----------------------------------------- |
| Castell del Cabezo del Ciervo                           | M 1997  | Archena      | 38° 07′ 28″ N, 1° 17′ 59″ O / 38.12435°N,1.29962°O | RI-51-0009982 | Carregueu una nova foto d'aquest monument |
| Jaciment Cabezo del Tío Pío, poblat ibèric i necròpolis | ZA 2006 | Archena      | 38° 07′ 14″ N, 1° 17′ 24″ O / 38.12067°N,1.2901°O  | RI-55-0000868 | Carregueu una nova foto d'aquest monument |

## Beniel
| Monument         | Tipus   | Localització | Coordenades                                          | Codi?         | Imatge                                    |
| ---------------- | ------- | ------------ | ---------------------------------------------------- | ------------- | ----------------------------------------- |
| Ciutat de Beniel | CH 1983 | Beniel       | 38° 02′ 47″ N, 1° 00′ 07″ O / 38.046309°N,1.001866°O | RI-53-0000301 | Carregueu una nova foto d'aquest monument |

## Bullas
| Monument                                                   | Tipus  | Localització | Coordenades                                          | Codi?         | Imatge |
| ---------------------------------------------------------- | ------ | ------------ | ---------------------------------------------------- | ------------- | --- |
| Palauet de Fuente Higuera                                  | M 1996 | Bullas       | 38° 03′ 57″ N, 1° 40′ 27″ O / 38.06573°N,1.674031°O  | RI-51-0008692 | Palauet de Fuente Higuera (Bullas) · Vegeu més fotos d'aquest monument · Carregueu una nova foto d'aquest monument                         |
| Fortalesa El Castellar                                     | M 1997 | Bullas       | 38° 01′ 26″ N, 1° 40′ 06″ O / 38.02386°N,1.66823°O   | RI-51-0009984 | Carregueu una nova foto d'aquest monument                                                                                                  |
| Castell de Bullas                                          | M 1997 | Bullas       |                                                      | RI-51-0009985 | Carregueu una nova foto d'aquest monument                                                                                                  |
| Església parroquial de Nuestra Señora del Rosario (Bullas) | M 1982 | Bullas       | 38° 02′ 58″ N, 1° 40′ 13″ O / 38.049489°N,1.670268°O | RI-51-0004583 | Església parroquial de Nuestra Señora del Rosario (Bullas) · Vegeu més fotos d'aquest monument · Carregueu una nova foto d'aquest monument |

## Calasparra
| Monument                                 | Tipus   | Localització | Coordenades                                          | Codi?         | Imatge |
| ---------------------------------------- | ------- | ------------ | ---------------------------------------------------- | ------------- | --- |
| Despoblat islàmic de Villa Vieja         | ZA 2006 | Calasparra   |                                                      | RI-55-0000407 | Carregueu una nova foto d'aquest monument                                                                                             |
| Castell de San Juan                      | M 1997  | Calasparra   | 38° 13′ 56″ N, 1° 41′ 34″ O / 38.232138°N,1.692667°O | RI-51-0009986 | Castell de San Juan (Calasparra) · Vegeu més fotos d'aquest monument · Carregueu una nova foto d'aquest monument                      |
| Edifici El Molinico                      | M 1983  | Calasparra   |                                                      | RI-51-0004779 | Carregueu una nova foto d'aquest monument                                                                                             |
| Església parroquial de San Pedro Apóstol | M 2008  | Calasparra   | 38° 13′ 52″ N, 1° 41′ 38″ O / 38.231142°N,1.693821°O | RI-51-0012135 | Església parroquial de San Pedro Apóstol (Calasparra) · Vegeu més fotos d'aquest monument · Carregueu una nova foto d'aquest monument |

## Caravaca de la Cruz
| Monument                                               | Tipus                                   | Localització                            | Coordenades                                          | Codi?         | Imatge |
| ------------------------------------------------------ | --------------------------------------- | --------------------------------------- | ---------------------------------------------------- | ------------- | --- |
| Conjunt històric artístic de Caravaca de la Cruz       | CH 1985                                 | Caravaca de la Cruz                     | 38° 06′ 23″ N, 1° 51′ 48″ O / 38.106509°N,1.863246°O | RI-53-0000341 | Conjunt històric artístic de Caravaca de la Cruz · Vegeu més fotos d'aquest monument · Carregueu una nova foto d'aquest monument                             |
| Reial Alcàsser Santuari de la Vera Cruz                | M 1944 Arquitectura religiosa i militar | Caravaca de la Cruz                     | 38° 06′ 28″ N, 1° 51′ 31″ O / 38.107661°N,1.858618°O | RI-51-0001151 | Reial Alcàsser Santuari de la Vera Cruz (Caravaca de la Cruz) · Vegeu més fotos d'aquest monument · Carregueu una nova foto d'aquest monument                |
| Torre Girón                                            | M 1997                                  | Caravaca de la Cruz                     | 37° 55′ 58″ N, 2° 06′ 21″ O / 37.9329°N,2.10581°O    | RI-51-0009987 | Carregueu una nova foto d'aquest monument |
| Lloc històric Estrecho de las Cuevas de la Encarnación | LH 2004                                 | Caravaca de la Cruz                     |                                                      | RI-54-0000057 | Carregueu una nova foto d'aquest monument |
| Martinete de la Chopea                                 | M incoat                                | Caravaca de la Cruz                     | 38° 04′ 19″ N, 1° 54′ 46″ O / 38.07182°N,1.9128°O    | RI-51-0010779 | Carregueu una nova foto d'aquest monument |
| Església de la Soledad                                 | M 1997                                  | Caravaca de la Cruz                     | 38° 06′ 29″ N, 1° 51′ 36″ O / 38.1081°N,1.86°O       | RI-51-0010161 | Església de la Soledad (Caravaca de la Cruz) · Vegeu més fotos d'aquest monument · Carregueu una nova foto d'aquest monument                                 |
| Torre Mata                                             | M 1997                                  | Caravaca de la Cruz                     | 37° 57′ 48″ N, 2° 01′ 46″ O / 37.96324°N,2.02935°O   | RI-51-0009988 | Carregueu una nova foto d'aquest monument |
| Castell Poyos de Celda                                 | M 1997                                  | Caravaca de la Cruz                     |                                                      | RI-51-0009989 | Carregueu una nova foto d'aquest monument |
| Torre de los Templaríos, El Copo y Fuentes del Marqués | M 1997                                  | Caravaca de la Cruz Fuentes del Marqués | 38° 06′ 09″ N, 1° 52′ 46″ O / 38.1024°N,1.8795°O     | RI-51-0009990 | Torre de los Templaríos, El Copo y Fuentes del Marqués (Caravaca de la Cruz) · Vegeu més fotos d'aquest monument · Carregueu una nova foto d'aquest monument |
| Torre de los Alcores                                   | M 1997                                  | Caravaca de la Cruz Benablón            | 38° 03′ 09″ N, 1° 51′ 29″ O / 38.05239°N,1.85803°O   | RI-51-0009992 | Carregueu una nova foto d'aquest monument |
| Torre Jorquera                                         | M 1997                                  | Caravaca de la Cruz                     | 38° 03′ 09″ N, 1° 51′ 29″ O / 38.05239°N,1.85803°O   | RI-51-0009991 | Carregueu una nova foto d'aquest monument |
| Església de San José                                   | M 2003                                  | Caravaca de la Cruz                     | 38° 06′ 24″ N, 1° 51′ 40″ O / 38.1068°N,1.8611°O     | RI-51-0011160 | Església de San José (Caravaca de la Cruz) · Vegeu més fotos d'aquest monument · Carregueu una nova foto d'aquest monument                                   |
| Templet del Bañadero                                   | M 1983                                  | Caravaca de la Cruz                     | 38° 06′ 18″ N, 1° 51′ 55″ O / 38.104964°N,1.865217°O | RI-51-0004809 | Templete del Bañadero (Caravaca del la Cruz) · Vegeu més fotos d'aquest monument · Carregueu una nova foto d'aquest monument                                 |
| Església parroquial del Salvador                       | M 1983                                  | Caravaca de la Cruz                     | 38° 06′ 30″ N, 1° 51′ 39″ O / 38.108375°N,1.860832°O | RI-51-0004942 | Església parroquial del Salvador (Caravaca de la Cruz) · Vegeu més fotos d'aquest monument · Carregueu una nova foto d'aquest monument                       |
| Església parroquial de la Purísima Concepción          | M 1983                                  | Caravaca de la Cruz                     | 38° 06′ 18″ N, 1° 51′ 53″ O / 38.105070°N,1.864598°O | RI-51-0004940 | Església parroquial de la Purísima Concepción (Caravaca de la Cruz) · Vegeu més fotos d'aquest monument · Carregueu una nova foto d'aquest monument          |
| Ermita Santuario de la Encarnación                     | M 1980                                  | Caravaca de la Cruz                     | 38° 01′ 49″ N, 1° 52′ 51″ O / 38.030244°N,1.880716°O | RI-51-0004432 | Ermita Santuario de la Encarnación (Caravaca de la Cruz) · Vegeu més fotos d'aquest monument · Carregueu una nova foto d'aquest monument                     |

## Cartagena
| Monument                                                  | Tipus                                | Localització                      | Coordenades                                              | Codi?                     | Imatge |
| --------------------------------------------------------- | ------------------------------------ | --------------------------------- | -------------------------------------------------------- | ------------------------- | --- |
| Antic edifici del Club de Regatas                         | M 1988 Arquitectura civil Modernisme | Cartagena                         | 37° 35′ 50″ N, 0° 59′ 14″ O / 37.59715°N,0.987125°O      | RI-51-0005326             | Antic edifici del Club de Regatas (Cartagena) · Vegeu més fotos d'aquest monument · Carregueu una nova foto d'aquest monument                         |
| Pedreres romanes                                          | LH 2001 Arqueologia                  | Cartagena Canteras                | 37° 36′ 53″ N, 1° 02′ 39″ O / 37.614856°N,1.044172°O     | RI-54-0000095             | Pedreres romanes (Cartagena) · Vegeu més fotos d'aquest monument · Carregueu una nova foto d'aquest monument                                          |
| Conjunt històric artístic de Cartagena                    | CH 1980                              | Cartagena                         | 37° 36′ 06″ N, 0° 59′ 02″ O / 37.601704°N,0.983902°O     | RI-53-0000237             | Conjunt històric de Cartagena · Vegeu més fotos d'aquest monument · Carregueu una nova foto d'aquest monument                                         |
| Far de Cap de Palos                                       | M 2002 Torre cilíndrica de carreuat  | Cartagena                         | 37° 38′ 05″ N, 0° 41′ 25″ O / 37.634632°N,0.690272°O     | RI-51-0010916             | Far de Cap de Palos (Cartagena) · Vegeu més fotos d'aquest monument · Carregueu una nova foto d'aquest monument                                       |
| Palau Municipal de Cartagena                              | M 1988 Arquitectura civil Modernisme | Cartagena Plaza del Ayuntamiento  | 37° 35′ 56″ N, 0° 59′ 09″ O / 37.598861°N,0.985904°O     | RI-51-0005272             | Palau Municipal de Cartagena · Carregueu una nova foto d'aquest monument                                                                              |
| Teatre romà                                               | M 1999 Ruïnes romanes                | Cartagena                         | 37° 35′ 58″ N, 0° 59′ 03″ O / 37.599387°N,0.984054°O     | RI-51-0008754             | Teatre romà (Cartagena) · Vegeu més fotos d'aquest monument · Carregueu una nova foto d'aquest monument                                               |
| La Torre Ciega                                            | M 1931 Romà                          | Cartagena                         | 37° 36′ 53″ N, 0° 58′ 13″ O / 37.614808°N,0.970342°O     | RI-51-0000752             | La Torre Ciega (Cartagena) · Vegeu més fotos d'aquest monument · Carregueu una nova foto d'aquest monument                                            |
| Zona arqueològica de la Torre Ciega                       | ZA 1963 Necròpolis                   | Cartagena                         | 37° 36′ 53″ N, 0° 58′ 13″ O / 37.614808°N,0.970342°O     | RI-55-0000073             | Zona arqueològica de la Torre Ciega (Cartagena) · Vegeu més fotos d'aquest monument · Carregueu una nova foto d'aquest monument                       |
| Ruïnes i restes arqueològiques del turó de la Concepción  | ZA 1931                              | Cartagena                         | 37° 36′ 01″ N, 0° 58′ 55″ O / 37.600278°N,0.981944°O     | RI-55-0000026             | Ruïnes i restes arqueològiques del Cerro de la Concepción (Cartagena) · Vegeu més fotos d'aquest monument · Carregueu una nova foto d'aquest monument |
| Poblat ibèric de la Loma del Escorial                     | ZA 1999                              | Cartagena Los Nietos              |                                                          | RI-55-0000119             | Carregueu una nova foto d'aquest monument |
| Escoles Graduades                                         | M 2004                               | Cartagena                         | 37° 36′ 05″ N, 0° 58′ 55″ O / 37.601389°N,0.981944°O     | RI-51-0011215             | Escoles Graduades (Cartagena) · Vegeu més fotos d'aquest monument · Carregueu una nova foto d'aquest monument                                         |
| Torre de Santa Elena                                      | M 1985                               | Cartagena La Azohía               | 37° 32′ 57″ N, 1° 10′ 23″ O / 37.5493°N,1.17298°O        | RI-51-0012255             | Torre de Santa Elena (Cartagena) · Vegeu més fotos d'aquest monument · Carregueu una nova foto d'aquest monument                                      |
| Torre del Negro                                           | M 1985                               | Cartagena El Algar                | 37° 41′ 11″ N, 0° 52′ 08″ O / 37.686413°N,0.868780°O     | RI-51-0012256             | Torre del Negro (Cartagena) · Vegeu més fotos d'aquest monument · Carregueu una nova foto d'aquest monument                                           |
| Muralla de Carlos I o del Deán                            | M 1997                               | Cartagena                         | 37° 36′ 12″ N, 0° 59′ 07″ O / 37.603242°N,0.985175°O     | RI-51-0010010             | Muralla de Carlos I (Cartagena) · Vegeu més fotos d'aquest monument · Carregueu una nova foto d'aquest monument                                       |
| Bateria de San Isidoro i Santa Florentina                 | M 1997                               | Cartagena                         | 37° 35′ 00″ N, 0° 58′ 41″ O / 37.583250°N,0.978103°O     | RI-51-0010011             | Bateria de San Isidoro i Santa Florentina (Cartagena) · Vegeu més fotos d'aquest monument · Carregueu una nova foto d'aquest monument                 |
| Torre Rubia                                               | M 1997                               | Cartagena Molinos Marfagones      | 37° 38′ 03″ N, 1° 04′ 02″ O / 37.63417°N,1.06719°O       | RI-51-0010012             | Torre Rubia (Cartagena) · Vegeu més fotos d'aquest monument · Carregueu una nova foto d'aquest monument                                               |
| Torre del Moro                                            | M 1997                               | Cartagena Perín                   | 37° 38′ 10″ N, 1° 05′ 42″ O / 37.636°N,1.095°O           | RI-51-0010013             | Torre del Moro (Cartagena) · Vegeu més fotos d'aquest monument · Carregueu una nova foto d'aquest monument                                            |
| Bateria de Roldán                                         | M 1997                               | Cartagena                         | 37° 35′ 16″ N, 1° 02′ 28″ O / 37.58783°N,1.04099°O       | RI-51-0010014             | Bateria de Roldán (Cartagena) · Vegeu més fotos d'aquest monument · Carregueu una nova foto d'aquest monument                                         |
| Castell de la Atalaya                                     | M 1997                               | Cartagena Barrio de la Concepción | 37° 36′ 09″ N, 1° 00′ 32″ O / 37.602573°N,1.008784°O     | RI-51-0010015             | Castell de la Atalaya (Cartagena) · Vegeu més fotos d'aquest monument · Carregueu una nova foto d'aquest monument                                     |
| Castell de Galeras                                        | M 1997                               | Cartagena                         | 37° 35′ 23″ N, 0° 59′ 40″ O / 37.58985°N,0.99446°O       | RI-51-0010016             | Castell de Galeras (Cartagena) · Vegeu més fotos d'aquest monument · Carregueu una nova foto d'aquest monument                                        |
| Batería Aguilones                                         | M 1997                               | Cartagena Escombreras             | 37° 33′ 38″ N, 0° 56′ 46″ O / 37.560590°N,0.946149°O     | RI-51-0010017             | Bateria Aguilones (Cartagena) · Vegeu més fotos d'aquest monument · Carregueu una nova foto d'aquest monument                                         |
| Torre de Navidad                                          | M 1997                               | Cartagena                         | 37° 35′ 11″ N, 0° 59′ 09″ O / 37.586308°N,0.985890°O     | RI-51-0010018             | Torre de Navidad (Cartagena) · Vegeu més fotos d'aquest monument · Carregueu una nova foto d'aquest monument                                          |
| Bateria C-4, Destacamento Fajardo                         | M 1997                               | Cartagena                         | 37° 35′ 02″ N, 0° 59′ 25″ O / 37.583902°N,0.990143°O     | RI-51-0010019             | Bateria C-4 (Cartagena) · Vegeu més fotos d'aquest monument · Carregueu una nova foto d'aquest monument                                               |
| Bateria de Castillitos                                    | M 1997                               | Cartagena                         | 37° 32′ 12″ N, 1° 06′ 47″ O / 37.53653°N,1.112989°O      | RI-51-0010020             | Bateria de Castillitos (Cartagena) · Vegeu més fotos d'aquest monument · Carregueu una nova foto d'aquest monument                                    |
| Torre Llagostera o Huerto de las Bolas                    | M 2005                               | Cartagena El Bohío                | 37° 38′ 57″ N, 1° 00′ 27″ O / 37.64921°N,1.00743°O       | RI-51-0010544             | Torre Llagostera (Cartagena) · Vegeu més fotos d'aquest monument · Carregueu una nova foto d'aquest monument                                          |
| Torre Aredo                                               | M 1999                               | Cartagena La Puebla, Lentiscar    | 37° 42′ 13″ N, 0° 53′ 57″ O / 37.7036585°N,0.89911033°O  | RI-51-0010505             | Carregueu una nova foto d'aquest monument |
| Teatro Circo Apolo                                        | M 1998                               | Cartagena El Algar                | 37° 38′ 58″ N, 0° 51′ 57″ O / 37.649358°N,0.865725°O     | RI-51-0003806             | Teatro Circo Apolo (Cartagena) · Vegeu més fotos d'aquest monument · Carregueu una nova foto d'aquest monument                                        |
| Torre de Rame                                             | M 2006                               | Cartagena Los Alcazares           | 37° 43′ 43″ N, 0° 51′ 59″ O / 37.728728°N,0.866338°O     | RI-51-0005328             | Torre de Rame (Cartagena) · Vegeu més fotos d'aquest monument · Carregueu una nova foto d'aquest monument                                             |
| Gran Hotel                                                | M 1980                               | Cartagena                         | 37° 36′ 05″ N, 0° 59′ 12″ O / 37.601389°N,0.986667°O     | RI-51-0006915             | Gran Hotel (Cartagena) · Vegeu més fotos d'aquest monument · Carregueu una nova foto d'aquest monument                                                |
| Monestir de San Ginés de la Jara                          | M 1992                               | Cartagena San Gines de la Jara    | 37° 38′ 28″ N, 0° 49′ 22″ O / 37.64118°N,0.822805°O      | RI-51-0007263             | Monestir de San Ginés de la Jara (Cartagena) · Vegeu més fotos d'aquest monument · Carregueu una nova foto d'aquest monument                          |
| Muralles de Carlos III                                    | M 1993                               | Cartagena                         | 37° 35′ 55″ N, 0° 58′ 55″ O / 37.598487°N,0.982038°O     | RI-51-0007325             | Muralles de Carlos III (Cartagena) · Vegeu més fotos d'aquest monument · Carregueu una nova foto d'aquest monument                                    |
| Bateria Ade San Leandro                                   | M 1997                               | Cartagena                         | 37° 35′ 18″ N, 0° 58′ 30″ O / 37.588376°N,0.974880°O     | RI-51-0009993             | Bateria Ade San Leandro (Cartagena) · Vegeu més fotos d'aquest monument · Carregueu una nova foto d'aquest monument                                   |
| Castell del Atalaya                                       | M 1997                               | Cartagena                         | 37° 36′ 09″ N, 1° 00′ 32″ O / 37.60258°N,1.00876°O       | RI-51-0009994             | Castell del Atalaya (Cartagena) · Vegeu més fotos d'aquest monument · Carregueu una nova foto d'aquest monument                                       |
| Bateria d'Atalayón                                        | M 1997                               | Cartagena                         | 37° 32′ 28″ N, 1° 07′ 46″ O / 37.541022°N,1.129485°O     | RI-51-0009995             | Bateria de Atalayón (Cartagena) · Vegeu més fotos d'aquest monument · Carregueu una nova foto d'aquest monument                                       |
| Torre de l'homenatge del Castell de la Concepció          | M 1997                               | Cartagena                         | 37° 36′ 01″ N, 0° 58′ 55″ O / 37.600278°N,0.981944°O     | RI-51-0009996             | Torre de l'homenatge del Castell de la Concepció (Cartagena) · Vegeu més fotos d'aquest monument · Carregueu una nova foto d'aquest monument          |
| Torre de Lo Poyo                                          | M 1997                               | Cartagena Rincón de San Ginés     | 37° 39′ 13″ N, 0° 48′ 35″ O / 37.65369553°N,0.80960766°O | RI-51-0009997             | Carregueu una nova foto d'aquest monument |
| Bateria de Santa Ana, Acasamatada                         | M 1997                               | Cartagena                         | 37° 35′ 01″ N, 0° 58′ 37″ O / 37.583496°N,0.977012°O     | RI-51-0009998             | Bateria de Santa Ana (Cartagena) · Vegeu més fotos d'aquest monument · Carregueu una nova foto d'aquest monument                                      |
| Bateria de La Parajola                                    | M 1997                               | Cartagena                         | 37° 34′ 50″ N, 1° 01′ 05″ O / 37.580509°N,1.018010°O     | RI-51-0009999             | Bateria de La Parajola (Cartagena) · Vegeu més fotos d'aquest monument · Carregueu una nova foto d'aquest monument                                    |
| Bateria de Cenizas                                        | M 1997                               | Cartagena Rincón de Gines         | 37° 34′ 44″ N, 0° 49′ 21″ O / 37.578987°N,0.822377°O     | RI-51-0010000             | Bateria de Cenizas (Cartagena) · Vegeu més fotos d'aquest monument · Carregueu una nova foto d'aquest monument                                        |
| Bateria de la Punta de la Podadera                        | M 1997                               | Cartagena                         | 37° 34′ 56″ N, 0° 59′ 21″ O / 37.582135°N,0.989285°O     | RI-51-0010001             | Bateria de la Punta de la Podadera (Cartagena) · Vegeu més fotos d'aquest monument · Carregueu una nova foto d'aquest monument                        |
| Bateria Conejos                                           | M 1997                               | Cartagena Escombreras             | 37° 33′ 39″ N, 0° 56′ 47″ O / 37.56095°N,0.94649°O       | RI-51-0010002             | Bateria Conejos (Cartagena) · Vegeu més fotos d'aquest monument · Carregueu una nova foto d'aquest monument                                           |
| Castell de San Julián                                     | M 1997                               | Cartagena                         | 37° 34′ 54″ N, 0° 57′ 57″ O / 37.581667°N,0.965833°O     | RI-51-0010003             | Castell de Sant Julià (Cartagena) · Vegeu més fotos d'aquest monument · Carregueu una nova foto d'aquest monument                                     |
| Castell de los Moros                                      | M 1997                               | Cartagena                         | 37° 36′ 04″ N, 0° 58′ 25″ O / 37.601111°N,0.973611°O     | RI-51-0010004             | Castell de los Moros (Cartagena) · Vegeu més fotos d'aquest monument · Carregueu una nova foto d'aquest monument                                      |
| Bateria de Trincabotijas Baja                             | M 1997                               | Cartagena                         | 37° 34′ 40″ N, 0° 58′ 31″ O / 37.577867°N,0.975266°O     | RI-51-0010005             | Bateria de Trincabotijas Baja (Cartagena) · Vegeu més fotos d'aquest monument · Carregueu una nova foto d'aquest monument                             |
| Bateria de Santa Ana, Complementaria                      | M 1997                               | Cartagena                         | 37° 34′ 55″ N, 0° 58′ 31″ O / 37.582007°N,0.975214°O     | RI-51-0010006             | Bateria complementària de Santa Ana (Cartagena) · Vegeu més fotos d'aquest monument · Carregueu una nova foto d'aquest monument                       |
| Bateria de Jorel                                          | M 1997                               | Cartagena Perín                   | 37° 32′ 12″ N, 1° 06′ 47″ O / 37.53664°N,1.11311°O       | RI-51-0010007             | Bateria de Jorel (Cartagena) · Vegeu més fotos d'aquest monument · Carregueu una nova foto d'aquest monument                                          |
| Castell de Despeñaperros                                  | M 1997                               | Cartagena                         | 37° 36′ 08″ N, 0° 58′ 41″ O / 37.602203°N,0.978099°O     | RI-51-0010008             | Castell de Despeñaperros (Cartagena) · Vegeu més fotos d'aquest monument · Carregueu una nova foto d'aquest monument                                  |
| Bateria del Comandante Royo                               | M 1997                               | Cartagena                         | 37° 34′ 41″ N, 0° 58′ 20″ O / 37.578111°N,0.972361°O     | RI-51-0010009             | Bateria del Comandante Royo (Cartagena) · Vegeu més fotos d'aquest monument · Carregueu una nova foto d'aquest monument                               |
| Palau d'Aguirre                                           | M 1982                               | Cartagena                         | 37° 36′ 10″ N, 0° 58′ 51″ O / 37.602778°N,0.980833°O     | RI-51-0004582             | Palau d'Aguirre (Cartagena) · Vegeu més fotos d'aquest monument · Carregueu una nova foto d'aquest monument                                           |
| Jaciment de les Amoladeras                                | ZA 2002                              | Cartagena Cap de Palos            |                                                          | RI-55-0000170             | Jaciment de las Amoladeras (Cartagena) · Modifica el valor a Wikidata · Carregueu una nova foto d'aquest monument                                     |
| Casino de Cartagena                                       | M 2009                               | Cartagena                         | 37° 36′ 01″ N, 0° 59′ 11″ O / 37.600233°N,0.986388°O     | RI-51-0011324             | Casino de Cartagena · Vegeu més fotos d'aquest monument · Carregueu una nova foto d'aquest monument                                                   |
| Villa Calamari                                            | M 2012                               | Cartagena                         | 37° 37′ 52″ N, 0° 59′ 07″ O / 37.631111°N,0.985278°O     | ARI-0009152               | Villa Calamari (Cartagena) · Vegeu més fotos d'aquest monument · Carregueu una nova foto d'aquest monument                                            |
| Lloc històric de la Sierra Minera                         | LH 2009                              | Cartagena i La Unión              | 37° 36′ 00″ N, 0° 50′ 00″ O / 37.599993°N,0.833340°O     | ARI-54-0000228            | Lloc històric de la Sierra Minera (Cartagena i La Unión) · Vegeu més fotos d'aquest monument · Carregueu una nova foto d'aquest monument              |
| Banys termals de la Isla Plana i jaciment de los Tinteros | ZA 2004                              | Cartagena Isla Plana              | 37° 34′ 23″ N, 1° 12′ 31″ O / 37.57303°N,1.20874°O       | ARI-55-0000628            | Banys termals de la Isla Plana i jaciment de los Tinteros (Cartagena) · Vegeu més fotos d'aquest monument · Carregueu una nova foto d'aquest monument |
| Casa Palau de la Viuda de Molina                          | M 1986                               | Cartagena                         | 37° 36′ 06″ N, 0° 59′ 08″ O / 37.60166°N,0.98569°O       | Dades centrals a Wikidata | Casa Palau de la Viuda de Molina (Cartagena) · Modifica el valor a Wikidata · Carregueu una nova foto d'aquest monument                               |
| Molins de vent del Camp de Cartagena                      | M 1986                               | Cartagena                         | 37° 41′ 38″ N, 1° 01′ 26″ O / 37.693795°N,1.023789°O     | ARI-51-0005271            | Molins de vent del Camp de Cartagena · Vegeu més fotos d'aquest monument · Carregueu una nova foto d'aquest monument                                  |
| Fàbrica de Fluido Eléctrico Hispania                      | M 1994                               | Cartagena                         | 37° 36′ 50″ N, 0° 59′ 41″ O / 37.613955°N,0.994693°O     | ARI-51-0008705            | Fàbrica de Fluido Eléctrico Hispania (Cartagena) · Vegeu més fotos d'aquest monument · Carregueu una nova foto d'aquest monument                      |
| Castillito de Los Dolores                                 | M 1988                               | Cartagena Los Dolores             | 37° 38′ 04″ N, 1° 00′ 20″ O / 37.634437°N,1.005476°O     | ARI-51-0006829            | Castillito (Cartagena) · Vegeu més fotos d'aquest monument · Carregueu una nova foto d'aquest monument                                                |
| Ermites del Monte Miral                                   | M 1981                               | Cartagena                         | 37° 38′ 20″ N, 0° 49′ 30″ O / 37.639°N,0.825°O           | Dades centrals a Wikidata | Ermites del Monte Miral (Cartagena) · Modifica el valor a Wikidata · Carregueu una nova foto d'aquest monument                                        |

## Cehegín
| Monument                                                    | Tipus    | Localització | Coordenades                                          | Codi?         | Imatge |
| ----------------------------------------------------------- | -------- | ------------ | ---------------------------------------------------- | ------------- | --- |
| Jaciment iber i tardoromà Cabeza Roenas i jaciment Begastri | ZA 2002  | Cehegín      |                                                      | RI-55-0000710 | Carregueu una nova foto d'aquest monument                                                                                   |
| Església de Santa María Magdalena                           | M 1998   | Cehegín      | 38° 05′ 55″ N, 1° 48′ 02″ O / 38.098602°N,1.800514°O | RI-51-0010431 | Església de Santa María Magdalena (Cehegín) · Vegeu més fotos d'aquest monument · Carregueu una nova foto d'aquest monument |
| Església de la Concepción                                   | M 1980   | Cehegín      | 38° 05′ 48″ N, 1° 47′ 54″ O / 38.096684°N,1.798379°O | RI-51-0004430 | Carregueu una nova foto d'aquest monument                                                                                   |
| Conjunt històric artístic del nucli antic de Cehegín        | CH 1982  | Cehegín      |                                                      | RI-53-0000268 | Conjunt històric artístic del nucli antic de Cehegín · Carregueu una nova foto d'aquest monument                            |
| Ermita Santuario de la Virgen de la Peña                    | M 1981   | Cehegín      | 38° 07′ 35″ N, 1° 46′ 27″ O / 38.126413°N,1.774075°O | RI-51-0004555 | Carregueu una nova foto d'aquest monument                                                                                   |
| Església de la Soledad                                      | M incoat | Cehegín      | 38° 05′ 50″ N, 1° 48′ 07″ O / 38.097185°N,1.801833°O | RI-51-0012202 | Església de la Soledad (Cehegín) · Vegeu més fotos d'aquest monument · Carregueu una nova foto d'aquest monument            |
| Castell d'Alquipir                                          | M 1997   | Cehegín      |                                                      | RI-51-0010021 | Carregueu una nova foto d'aquest monument                                                                                   |
| Castell                                                     | M 1997   | Cehegín      | 38° 05′ 53″ N, 1° 48′ 02″ O / 38.097973°N,1.800498°O | RI-51-0010022 | Carregueu una nova foto d'aquest monument                                                                                   |
| Convent de San Esteban i l'església                         | M 1976   | Cehegín      | 38° 05′ 24″ N, 1° 47′ 37″ O / 38.090062°N,1.793669°O | RI-51-0004234 | Convent i església de San Esteban (Cehegín) · Carregueu una nova foto d'aquest monument                                     |

## Cieza
| Monument                                                         | Tipus   | Localització | Coordenades                                        | Codi?         | Imatge                                                                          |
| ---------------------------------------------------------------- | ------- | ------------ | -------------------------------------------------- | ------------- | ------------------------------------------------------------------------------- |
| Despoblat islàmic de Siyasa                                      | ZA 2000 | Cieza        |                                                    | RI-55-0000423 | Despoblat islàmic de Siyasa (Cieza) · Carregueu una nova foto d'aquest monument |
| Poblat iberoromà de Bolbax                                       | ZA 1995 | Cieza        |                                                    | RI-55-0000504 | Carregueu una nova foto d'aquest monument                                       |
| Abric de la Higuera                                              | M 1985  | Cieza        |                                                    | RI-51-0012267 | Carregueu una nova foto d'aquest monument                                       |
| Cova de El Paso II                                               | M 1985  | Cieza        |                                                    | RI-51-0012268 | Carregueu una nova foto d'aquest monument                                       |
| Cova de las Escalerillas                                         | M 1985  | Cieza        |                                                    | RI-51-0012269 | Carregueu una nova foto d'aquest monument                                       |
| Cova de Pilar                                                    | M 1985  | Cieza        |                                                    | RI-51-0012270 | Carregueu una nova foto d'aquest monument                                       |
| Cova del Greco I                                                 | M 1985  | Cieza        |                                                    | RI-51-0012271 | Carregueu una nova foto d'aquest monument                                       |
| Cova del Greco II                                                | M 1985  | Cieza        |                                                    | RI-51-0012272 | Carregueu una nova foto d'aquest monument                                       |
| Cova del Miedo                                                   | M 1985  | Cieza        |                                                    | RI-51-0012273 | Carregueu una nova foto d'aquest monument                                       |
| Cova del Niño                                                    | M 1985  | Cieza        |                                                    | RI-51-0012274 | Carregueu una nova foto d'aquest monument                                       |
| Las Enredaderas II                                               | M 1985  | Cieza        |                                                    | RI-51-0012275 | Carregueu una nova foto d'aquest monument                                       |
| Las Enredaderas III                                              | M 1985  | Cieza        |                                                    | RI-51-0012276 | Carregueu una nova foto d'aquest monument                                       |
| Las Enredaderas IV                                               | M 1985  | Cieza        |                                                    | RI-51-0012277 | Carregueu una nova foto d'aquest monument                                       |
| Los Cuchillos I                                                  | M       | Cieza        |                                                    | RI-51-0012278 | Carregueu una nova foto d'aquest monument                                       |
| Fortalesa d'Ascoy                                                | M 1997  | Cieza        |                                                    | RI-51-0010023 | Carregueu una nova foto d'aquest monument                                       |
| Castell de l'Atalaya                                             | M 1997  | Cieza        |                                                    | RI-51-0010024 | Carregueu una nova foto d'aquest monument                                       |
| Convent de los Franciscanos Descalzos de S. Joaquin i S. Pascual | M 2000  | Cieza        |                                                    | RI-51-0010453 | Carregueu una nova foto d'aquest monument                                       |
| Església de la Asunción                                          | M 2000  | Cieza        | 38° 14′ 13″ N, 1° 25′ 38″ O / 38.23695°N,1.42732°O | RI-51-0006865 | Església de la Asunción (Cieza) · Carregueu una nova foto d'aquest monument     |

## Fortuna
| Monument                           | Tipus  | Localització | Coordenades | Codi?         | Imatge                                    |
| ---------------------------------- | ------ | ------------ | ----------- | ------------- | ----------------------------------------- |
| Castillico de las Peñas            | M 1997 | Fortuna      |             | RI-51-0010025 | Carregueu una nova foto d'aquest monument |
| Castell de los Moros o Torre Vieja | M 1997 | Fortuna      |             | RI-51-0010026 | Carregueu una nova foto d'aquest monument |

## Jumella
| Monument                                                     | Tipus   | Localització | Coordenades                                          | Codi?         | Imatge |
| ------------------------------------------------------------ | ------- | ------------ | ---------------------------------------------------- | ------------- | --- |
| Estació d'Art Rupestre de la Morra del Moro                  | ZA 1985 | Jumella      |                                                      | RI-55-0000674 | Carregueu una nova foto d'aquest monument                                                                      |
| Jaciment ibéric de Coimbra del Barranco Ancho                | ZA 2000 | Jumella      |                                                      | RI-55-0000629 | Carregueu una nova foto d'aquest monument                                                                      |
| Església de El Salvador                                      | M       | Jumella      |                                                      | RI-51-0011539 | Carregueu una nova foto d'aquest monument                                                                      |
| Conjunt històric artístic de la Ciutat de Jumella            | CH 1981 | Jumella      |                                                      | RI-53-0000250 | Conjunt històric artístic de la Ciutat de Jumella · Carregueu una nova foto d'aquest monument                  |
| Barranc del Junco II                                         | M 1985  | Jumella      |                                                      | RI-51-0012284 | Carregueu una nova foto d'aquest monument                                                                      |
| Collado de la Hermana                                        | M 1985  | Jumella      |                                                      | RI-51-0012285 | Carregueu una nova foto d'aquest monument                                                                      |
| La Calesica                                                  | M 1985  | Jumella      |                                                      | RI-51-0012286 | Carregueu una nova foto d'aquest monument                                                                      |
| Abric de las Hernández                                       | M 1985  | Jumella      |                                                      | RI-51-0012279 | Carregueu una nova foto d'aquest monument                                                                      |
| Abric de los Gargantones                                     | M 1985  | Jumella      |                                                      | RI-51-0012280 | Carregueu una nova foto d'aquest monument                                                                      |
| Abric del Monje II                                           | M 1985  | Jumella      |                                                      | RI-51-0012281 | Carregueu una nova foto d'aquest monument                                                                      |
| Abric del Monje III                                          | M 1985  | Jumella      |                                                      | RI-51-0012282 | Carregueu una nova foto d'aquest monument                                                                      |
| Barranc del Junco I                                          | M 1985  | Jumella      |                                                      | RI-51-0012283 | Carregueu una nova foto d'aquest monument                                                                      |
| Castell                                                      | M 1997  | Jumella      | 38° 28′ 46″ N, 1° 20′ 00″ O / 38.479563°N,1.333331°O | RI-51-0010027 | Castell (Jumella) · Vegeu més fotos d'aquest monument · Carregueu una nova foto d'aquest monument              |
| Casas Calle del Rico, 12-12d i 14                            | M 1998  | Jumella      |                                                      | RI-51-0010170 | Carregueu una nova foto d'aquest monument                                                                      |
| Abric d'art rupestre en la Solana de la Sierra de la Pedrera | M 1999  | Jumella      |                                                      | RI-51-0010448 | Carregueu una nova foto d'aquest monument                                                                      |
| El Casón                                                     | M 1931  | Jumella      |                                                      | RI-51-0000751 | Carregueu una nova foto d'aquest monument                                                                      |
| Església de Santiago                                         | M 1931  | Jumella      | 38° 28′ 34″ N, 1° 20′ 04″ O / 38.475990°N,1.334455°O | RI-51-0000753 | Església de Santiago (Jumella) · Vegeu més fotos d'aquest monument · Carregueu una nova foto d'aquest monument |
| Teatro Vico                                                  | M 1995  | Jumella      | 38° 28′ 29″ N, 1° 19′ 37″ O / 38.474742°N,1.326863°O | RI-51-0009115 | Teatro Vico (Jumella) · Vegeu més fotos d'aquest monument · Carregueu una nova foto d'aquest monument          |
| Torre del Rico                                               | M 1982  | Jumella      |                                                      | RI-51-0004700 | Carregueu una nova foto d'aquest monument                                                                      |

## La Unión
| Monument                                           | Tipus   | Localització                  | Coordenades                                          | Codi?         | Imatge |
| -------------------------------------------------- | ------- | ----------------------------- | ---------------------------------------------------- | ------------- | --- |
| Jaciment en el lloc conegut com Huerta del Paturro | ZA 1980 | La Unión (Múrcia) Portmán     | 37° 35′ 18″ N, 0° 50′ 21″ O / 37.588240°N,0.839112°O | RI-55-0000095 | Jaciment Huerta del Paturro (La Unión) · Vegeu més fotos d'aquest monument · Carregueu una nova foto d'aquest monument |
| Torreblanca                                        | M 1997  | La Unión (Múrcia) Torreblanca |                                                      | RI-51-0010070 | Carregueu una nova foto d'aquest monument                                                                              |
| Bateria de la Chapa                                | M 1997  | La Unión (Múrcia) Portmán     | 37° 34′ 44″ N, 0° 50′ 28″ O / 37.579°N,0.841°O       | RI-51-0010071 | Carregueu una nova foto d'aquest monument                                                                              |
| Casa del Piñón                                     | M 1987  | La Unión (Múrcia)             | 37° 37′ 02″ N, 0° 52′ 41″ O / 37.61724°N,0.87806°O   | RI-51-0005034 | Casa del Piñón (La Unión) · Carregueu una nova foto d'aquest monument                                                  |
| Hospital de la Caridad de Portman                  | M 1994  | La Unión (Múrcia)             |                                                      | RI-51-0009019 | Carregueu una nova foto d'aquest monument                                                                              |
| Mercat de La Unión                                 | M 1975  | La Unión (Múrcia)             | 37° 36′ 59″ N, 0° 52′ 32″ O / 37.616327°N,0.875567°O | RI-51-0004166 | Mercat públic de La Unión · Vegeu més fotos d'aquest monument · Carregueu una nova foto d'aquest monument              |

El lloc històric de la Sierra Minera està entre els municipis de Cartagena i La Unión

## Librilla
| Monument                       | Tipus  | Localització | Coordenades                                          | Codi?         | Imatge                                                                                              |
| ------------------------------ | ------ | ------------ | ---------------------------------------------------- | ------------- | --------------------------------------------------------------------------------------------------- |
| Castell de Librilla o Castelar | M 1997 | Librilla     | 37° 53′ 11″ N, 1° 21′ 05″ O / 37.886331°N,1.351376°O | RI-51-0010028 | Castell de Librilla · Vegeu més fotos d'aquest monument · Carregueu una nova foto d'aquest monument |

## Llorca
| Monument                                                 | Tipus   | Localització                            | Coordenades                                            | Codi?         | Imatge |
| -------------------------------------------------------- | ------- | --------------------------------------- | ------------------------------------------------------ | ------------- | --- |
| Conjunt historicoartístic de Llorca                      | CH 1964 | Llorca                                  | 37° 40′ 39″ N, 1° 42′ 21″ O / 37.6775°N,1.7058°O       | RI-53-0000044 | Conjunt historicoartístic de Llorca · Carregueu una nova foto d'aquest monument                                      |
| Jaciment arqueològic Vil·la Romana de la Quintilla       | ZA 2004 | Llorca                                  |                                                        | RI-55-0000589 | Carregueu una nova foto d'aquest monument                                                                            |
| Cova de la Palica                                        | M 1985  | Llorca                                  |                                                        | RI-51-0012288 | Carregueu una nova foto d'aquest monument                                                                            |
| Abric del Tío Labrador II                                | M 1985  | Llorca                                  |                                                        | RI-51-0012287 | Carregueu una nova foto d'aquest monument                                                                            |
| Torre de Torrecilla                                      | M 1997  | Llorca La Torrecilla                    | 37° 38′ 15″ N, 1° 45′ 01″ O / 37.637414°N,1.750273°O   | RI-51-0010029 | Torre de Torrecilla (Llorca) · Vegeu més fotos d'aquest monument · Carregueu una nova foto d'aquest monument         |
| Castell de Xiquena                                       | M 2004  | Llorca Fontanares                       | 37° 41′ 18″ N, 1° 59′ 08″ O / 37.688371°N,1.985693°O   | RI-51-0010030 | Castell de Xiquena (Llorca) · Vegeu més fotos d'aquest monument · Carregueu una nova foto d'aquest monument          |
| Castell de Morata                                        | M 1997  | Llorca Morata                           |                                                        | RI-51-0010031 | Carregueu una nova foto d'aquest monument                                                                            |
| Castell de San Félix                                     | M 1997  | Llorca Felix                            |                                                        | RI-51-0010032 | Carregueu una nova foto d'aquest monument                                                                            |
| Castell de Pastrana o d'Ugejar, restes                   | M 2004  | Llorca Pastrana                         |                                                        | RI-51-0010033 | Carregueu una nova foto d'aquest monument                                                                            |
| Castell de Tirieza                                       | M 1985  | Llorca Tirieza - La Merced - Fontanares |                                                        | RI-51-0010034 | Carregueu una nova foto d'aquest monument                                                                            |
| Torre del Araillo o de Sancho Manuel                     | M 1997  | Llorca                                  |                                                        | RI-51-0010035 | Carregueu una nova foto d'aquest monument                                                                            |
| Torre Molino del Consejero                               | M 1997  | Llorca                                  |                                                        | RI-51-0010036 | Carregueu una nova foto d'aquest monument                                                                            |
| Torre Puntas de Calnegre                                 | M 1997  | Llorca Puntas de Calnegre               |                                                        | RI-51-0010037 | Carregueu una nova foto d'aquest monument                                                                            |
| Torre de Luchena                                         | M 1997  | Llorca Luchena                          |                                                        | RI-51-0010038 | Carregueu una nova foto d'aquest monument                                                                            |
| Castell de Puentes                                       | M 1997  | Llorca                                  | 37° 44′ 09″ N, 1° 50′ 10″ O / 37.73593°N,1.83600°O     | RI-51-0010039 | Carregueu una nova foto d'aquest monument                                                                            |
| Torre de Mena, del Obispo o de la Hoya                   | M 1997  | Llorca                                  | 37° 42′ 53″ N, 1° 35′ 42″ O / 37.714835°N,1.594863°O   | RI-51-0010040 | Carregueu una nova foto d'aquest monument                                                                            |
| Castell de Carraclaca                                    | M 1997  | Llorca La Tercia                        |                                                        | RI-51-0010041 | Carregueu una nova foto d'aquest monument                                                                            |
| Castell de la Alquería de Beas o Aguaderas               | M 1997  | Llorca Beas                             | 37° 37′ 34″ N, 1° 32′ 29″ O / 37.6260872°N,1.5413891°O | RI-51-0010042 | Carregueu una nova foto d'aquest monument                                                                            |
| Torre del Obispo o Sancho Manuel                         | M 1997  | Llorca                                  |                                                        | RI-51-0010043 | Carregueu una nova foto d'aquest monument                                                                            |
| Castell d'Amir o Ramonete                                | M 1997  | Llorca Ramonete                         |                                                        | RI-51-0010044 | Carregueu una nova foto d'aquest monument                                                                            |
| Torre del Obispo                                         | M 2000  | Llorca Purias                           |                                                        | RI-51-0010506 | Carregueu una nova foto d'aquest monument                                                                            |
| Castell de Felí                                          | M 1931  | Llorca                                  |                                                        | RI-51-0000750 | Carregueu una nova foto d'aquest monument                                                                            |
| Col·legiata de Sant Patrici                              | M 1941  | Llorca                                  | 37° 40′ 37″ N, 1° 42′ 00″ O / 37.67687°N,1.699931°O    | RI-51-0001105 | Col·legiata de Sant Patrici (Llorca) · Vegeu més fotos d'aquest monument · Carregueu una nova foto d'aquest monument |
| Edifici de la Comunidad de Regantes, Sindicato de Riegos | M 1992  | Llorca                                  | 37° 40′ 27″ N, 1° 41′ 57″ O / 37.674242°N,1.699126°O   | RI-51-0005406 | Carregueu una nova foto d'aquest monument                                                                            |
| Huerto Ruano                                             | M 1993  | Llorca                                  | 37° 40′ 34″ N, 1° 41′ 44″ O / 37.675991°N,1.695499°O   | RI-51-0008654 | Palau Huerto Ruano (Llorca) · Vegeu més fotos d'aquest monument · Carregueu una nova foto d'aquest monument          |
| Església de Sant Francesc                                | M 1982  | Llorca                                  | 37° 40′ 23″ N, 1° 42′ 00″ O / 37.673015°N,1.699989°O   | RI-51-0004649 | Església de Sant Francesc (Llorca) · Vegeu més fotos d'aquest monument · Carregueu una nova foto d'aquest monument   |
| Teatro Guerra                                            | M 1982  | Llorca                                  | 37° 40′ 24″ N, 1° 41′ 55″ O / 37.673342°N,1.698558°O   | RI-51-0004623 | Teatro Guerra (Llorca) · Vegeu més fotos d'aquest monument · Carregueu una nova foto d'aquest monument               |
| Palau de Guevara                                         | M 2008  | Llorca                                  | 37° 40′ 30″ N, 1° 41′ 52″ O / 37.674951°N,1.697651°O   | RI-51-0012340 | Palau Guevara (Llorca) · Vegeu més fotos d'aquest monument · Carregueu una nova foto d'aquest monument               |

## Mazarrón
| Monument                                                                | Tipus   | Localització                | Coordenades                                          | Codi?         | Imatge |
| ----------------------------------------------------------------------- | ------- | --------------------------- | ---------------------------------------------------- | ------------- | --- |
| Factoria romana de los Salazones                                        | ZA 1995 | Mazarrón Puerto de Mazarrón |                                                      | RI-55-0000150 | Carregueu una nova foto d'aquest monument                                                                                 |
| Jaciment arqueològic El Cabezo del Plomo                                | ZA 2006 | Mazarrón                    |                                                      | RI-55-0000172 | Carregueu una nova foto d'aquest monument                                                                                 |
| Zona Minera de San Cristóbal- Los Perules                               | LH      | Mazarrón                    | 37° 35′ 53″ N, 1° 19′ 26″ O / 37.598182°N,1.323975°O | RI-54-0000218 | Zona Minera de San Cristóbal- Los Perules · Vegeu més fotos d'aquest monument · Carregueu una nova foto d'aquest monument |
| Torre de los Caballos, Torre de Bolnuevo                                | M 1985  | Mazarrón                    |                                                      | RI-51-0012257 | Torre de los Caballos (Mazarrón) · Carregueu una nova foto d'aquest monument                                              |
| Torre de Santa Isabel, Torre del Puerto de Mazarrón, Torre de la Cumbre | M 1985  | Mazarrón                    | 37° 34′ N, 1° 16′ O / 37.57°N,1.26°O                 | RI-51-0012258 | Torre de Santa Isabel (Mazarrón) · Carregueu una nova foto d'aquest monument                                              |
| Torre del Molinete                                                      | M 1985  | Mazarrón                    |                                                      | RI-51-0012259 | Carregueu una nova foto d'aquest monument                                                                                 |
| Castell de la Majada o de Carlantín                                     | M 1997  | Mazarrón La Majada          |                                                      | RI-51-0010045 | Carregueu una nova foto d'aquest monument                                                                                 |
| Torre de Cantarranas                                                    | M 1985  | Mazarrón                    |                                                      | RI-51-0010046 | Carregueu una nova foto d'aquest monument                                                                                 |
| Castell dels Vélez                                                      | M 1985  | Mazarrón                    |                                                      | RI-51-0010047 | Castell dels Vélez (Mazarrón) · Vegeu més fotos d'aquest monument · Carregueu una nova foto d'aquest monument             |
| Edifici de l'Ajuntament de Mazarrón                                     | M 1983  | Mazarrón                    | 37° 35′ 51″ N, 1° 18′ 59″ O / 37.597497°N,1.316424°O | RI-51-0004967 | Edificio del Ayuntamiento (Mazarrón) · Vegeu més fotos d'aquest monument · Carregueu una nova foto d'aquest monument      |

## Molina de Segura
| Monument                                             | Tipus  | Localització     | Coordenades                                          | Codi?         | Imatge |
| ---------------------------------------------------- | ------ | ---------------- | ---------------------------------------------------- | ------------- | --- |
| Església Parroquial de Nuestra Señora de la Asunción | M 1983 | Molina de Segura | 38° 03′ 02″ N, 1° 12′ 41″ O / 38.050554°N,1.211428°O | RI-51-0004819 | Iglesia Parroquial de Nuestra Señora de la Asunción (Molina de segura) · Vegeu més fotos d'aquest monument · Carregueu una nova foto d'aquest monument |
| Castell de Molina                                    | M 1997 | Molina de Segura | 38° 03′ 01″ N, 1° 12′ 47″ O / 38.050410°N,1.213181°O | RI-51-0010048 | Castillo de Molina · Vegeu més fotos d'aquest monument · Carregueu una nova foto d'aquest monument                                                     |

## Moratalla
| Monument                                         | Tipus  | Localització     | Coordenades                                          | Codi?         | Imatge |
| ------------------------------------------------ | ------ | ---------------- | ---------------------------------------------------- | ------------- | --- |
| Abric de Andragulla V                            | M 1985 | Moratalla        |                                                      | RI-51-0012289 | Carregueu una nova foto d'aquest monument                                                                                            |
| Abric de las Buitreras II                        | M 1985 | Moratalla        |                                                      | RI-51-0012298 | Carregueu una nova foto d'aquest monument                                                                                            |
| Abric del Molino de Capel III                    | M 1985 | Moratalla        |                                                      | RI-51-0012306 | Carregueu una nova foto d'aquest monument                                                                                            |
| Abric del Sabinar II                             | M 1985 | Moratalla        |                                                      | RI-51-0012307 | Carregueu una nova foto d'aquest monument                                                                                            |
| Abric Molino de Arrollo Blanco                   | M 1985 | Moratalla        |                                                      | RI-51-0012308 | Carregueu una nova foto d'aquest monument                                                                                            |
| Rincón de las Cuevas I                           | M 1985 | Moratalla        |                                                      | RI-51-0012315 | Carregueu una nova foto d'aquest monument                                                                                            |
| Rincón de las Cuevas II                          | M 1985 | Moratalla        |                                                      | RI-51-0012316 | Carregueu una nova foto d'aquest monument                                                                                            |
| Rincón del Gitano                                | M 1985 | Moratalla        |                                                      | RI-51-0012317 | Carregueu una nova foto d'aquest monument                                                                                            |
| Abric de las Casas de Charán I                   | M 1985 | Moratalla        |                                                      | RI-51-0012299 | Carregueu una nova foto d'aquest monument                                                                                            |
| Banys de Somogil                                 | M 1985 | Moratalla        |                                                      | RI-51-0012309 | Carregueu una nova foto d'aquest monument                                                                                            |
| Cañaica del Calar IV                             | M 1985 | Moratalla        |                                                      | RI-51-0012310 | Carregueu una nova foto d'aquest monument                                                                                            |
| Cenajo del Agua Cernida                          | M 1985 | Moratalla        |                                                      | RI-51-0012311 | Carregueu una nova foto d'aquest monument                                                                                            |
| Cova Negra                                       | M 1985 | Moratalla        |                                                      | RI-51-0012313 | Carregueu una nova foto d'aquest monument                                                                                            |
| Molata de Béjar                                  | M 1985 | Moratalla        |                                                      | RI-51-0012314 | Carregueu una nova foto d'aquest monument                                                                                            |
| Abric de los Ciervos Negros I                    | M 1985 | Moratalla        |                                                      | RI-51-0012301 | Carregueu una nova foto d'aquest monument                                                                                            |
| Abric de los Ciervos Negros II                   | M 1985 | Moratalla        |                                                      | RI-51-0012302 | Carregueu una nova foto d'aquest monument                                                                                            |
| Abric del Barranco de la Fuente                  | M 1985 | Moratalla        |                                                      | RI-51-0012303 | Carregueu una nova foto d'aquest monument                                                                                            |
| Abric del Cigarrón                               | M 1985 | Moratalla        |                                                      | RI-51-0012304 | Carregueu una nova foto d'aquest monument                                                                                            |
| Abric de Benizar 0                               | M 1985 | Moratalla        |                                                      | RI-51-0012290 | Abrigo de Benizar 0 · Carregueu una nova foto d'aquest monument                                                                      |
| Abric de Benizar VI                              | M 1985 | Moratalla        |                                                      | RI-51-0012291 | Carregueu una nova foto d'aquest monument                                                                                            |
| Abric de Benizar VII                             | M 1985 | Moratalla        |                                                      | RI-51-0012292 | Carregueu una nova foto d'aquest monument                                                                                            |
| Abric de Fuensanta IV                            | M 1985 | Moratalla        |                                                      | RI-51-0012293 | Carregueu una nova foto d'aquest monument                                                                                            |
| Abric de Hondares de Abajo                       | M 1985 | Moratalla        |                                                      | RI-51-0012294 | Carregueu una nova foto d'aquest monument                                                                                            |
| Abric de las Alubias I                           | M 1985 | Moratalla        |                                                      | RI-51-0012295 | Carregueu una nova foto d'aquest monument                                                                                            |
| Abric de las Alubias II                          | M 1985 | Moratalla        |                                                      | RI-51-0012296 | Carregueu una nova foto d'aquest monument                                                                                            |
| Abric de las Buitreras I                         | M 1985 | Moratalla        |                                                      | RI-51-0012297 | Carregueu una nova foto d'aquest monument                                                                                            |
| Abric de las Casas de Charán II                  | M 1985 | Moratalla        |                                                      | RI-51-0012300 | Carregueu una nova foto d'aquest monument                                                                                            |
| Castell de Priego                                | M 1997 | Moratalla Priego | 38° 17′ 47″ N, 2° 02′ 31″ O / 38.29648°N,2.04181°O   | RI-51-0010049 | Carregueu una nova foto d'aquest monument                                                                                            |
| Castell, o Castellar                             | M 1997 | Moratalla        | 38° 11′ 29″ N, 1° 53′ 39″ O / 38.191435°N,1.894127°O | RI-51-0010050 | Castell (Moratalla) · Vegeu més fotos d'aquest monument · Carregueu una nova foto d'aquest monument                                  |
| Castell de Benizar                               | M 1949 | Moratalla        | 38° 15′ 58″ N, 1° 58′ 53″ O / 38.265998°N,1.981334°O | RI-51-0010051 | Castillo de Benizar · Vegeu més fotos d'aquest monument · Carregueu una nova foto d'aquest monument                                  |
| Charán                                           | M 1997 | Moratalla        |                                                      | RI-51-0009630 | Carregueu una nova foto d'aquest monument                                                                                            |
| Ermita Santuari de Nuestra Señora de la Rogativa | M 1982 | Moratalla        |                                                      | RI-51-0004646 | Carregueu una nova foto d'aquest monument                                                                                            |
| Església de Nuestra Señora de la Asunción        | M 1981 | Moratalla        | 38° 11′ 27″ N, 1° 53′ 36″ O / 38.190840°N,1.893353°O | RI-51-0004529 | Iglesia de Nuestra Señora de la Asunción (Moratalla) · Vegeu més fotos d'aquest monument · Carregueu una nova foto d'aquest monument |

## Mula
| Monument                                            | Tipus                                    | Localització       | Coordenades                                          | Codi?         | Imatge |
| --------------------------------------------------- | ---------------------------------------- | ------------------ | ---------------------------------------------------- | ------------- | --- |
| Castell de la Puebla, Castillo de Alcalá            | M 1997 Arquitectura defensiva Segle VIII | Mula La Puebla     | 38° 02′ 01″ N, 1° 26′ 19″ O / 38.033583°N,1.438659°O | RI-51-0010053 | Castillo de la Puebla · Vegeu més fotos d'aquest monument · Carregueu una nova foto d'aquest monument     |
| Castell dels Vélez, Castell dels Fajardo            | M 1997 Arquitectura defensiva Segle XII  | Mula               | 38° 02′ 39″ N, 1° 29′ 30″ O / 38.044057°N,1.491678°O | RI-51-0010054 | Castell dels Vélez (Mula) · Vegeu més fotos d'aquest monument · Carregueu una nova foto d'aquest monument |
| Mula                                                | CH 1981                                  | Mula               | 38° 02′ 32″ N, 1° 29′ 26″ O / 38.042166°N,1.490510°O | RI-53-0000251 | Mula · Carregueu una nova foto d'aquest monument                                                          |
| Zona Arqueològica Cerro de la Almagra               | ZA 1998                                  | Mula Baños de Mula |                                                      | RI-55-0000344 | Carregueu una nova foto d'aquest monument                                                                 |
| Torre del Rellotge                                  | M 2008                                   | Mula               | 38° 02′ 31″ N, 1° 29′ 26″ O / 38.042003°N,1.490617°O | RI-51-0011613 | Torre del Reloj (Mula) · Vegeu més fotos d'aquest monument · Carregueu una nova foto d'aquest monument    |
| Abric del Charcón                                   | M 1985                                   | Mula               |                                                      | RI-51-0012318 | Carregueu una nova foto d'aquest monument                                                                 |
| Abric del Milano II                                 | M 1985                                   | Mula               |                                                      | RI-51-0012319 | Carregueu una nova foto d'aquest monument                                                                 |
| Cova de Mercedes                                    | M 1985                                   | Mula               |                                                      | RI-51-0012320 | Carregueu una nova foto d'aquest monument                                                                 |
| Lomo del Herrero I                                  | M 1985                                   | Mula               |                                                      | RI-51-0012321 | Carregueu una nova foto d'aquest monument                                                                 |
| Torre Islámica de la Puebla                         | M 1997                                   | Mula La Puebla     |                                                      | RI-51-0010052 | Carregueu una nova foto d'aquest monument                                                                 |
| Església de Nuestra Señora del Carmen               | M 1983                                   | Mula               |                                                      | RI-51-0004895 | Carregueu una nova foto d'aquest monument                                                                 |
| Reial Monestir de la Encarnación de Monjas Clarisas | M 1981                                   | Mula               |                                                      | RI-51-0004491 | Carregueu una nova foto d'aquest monument                                                                 |

## Múrcia
| Monument                                                                                           | Tipus                                                          | Localització                         | Coordenades                                          | Codi?         | Imatge |
| -------------------------------------------------------------------------------------------------- | -------------------------------------------------------------- | ------------------------------------ | ---------------------------------------------------- | ------------- | --- |
| Castell de Monteagudo                                                                              | M 1931 Arquitectura militar Castell                            | Múrcia Monteagudo                    | 38° 01′ 12″ N, 1° 05′ 51″ O / 38.020048°N,1.097399°O | RI-51-0000747 | Castillo de Monteagudo (Múrcia) · Vegeu més fotos d'aquest monument · Carregueu una nova foto d'aquest monument                                                     |
| Edifici anomenat "El Contraste"                                                                    | M 1922 Enderrocat vers 1930                                    | Múrcia Plaza de Santa Catalina       | 37° 59′ 06″ N, 1° 07′ 58″ O / 37.985008°N,1.132805°O | RI-51-0000236 | Carregueu una nova foto d'aquest monument |
| Església de Jesús i dependències                                                                   | M 1935                                                         | Múrcia                               | 37° 59′ 12″ N, 1° 08′ 18″ O / 37.98664°N,1.13822°O   | RI-51-0001088 | Església de Jesús i dependències (Múrcia) · Vegeu més fotos d'aquest monument · Carregueu una nova foto d'aquest monument                                           |
| Palacio del Obispo                                                                                 | M 1992 Arquitectura civil Barroc i rococó                      | Múrcia Plaza del Cardenal Belluga, 1 | 37° 59′ 01″ N, 1° 07′ 46″ O / 37.983680°N,1.129571°O | RI-51-0007262 | Palacio del Obispo (Múrcia) · Vegeu més fotos d'aquest monument · Carregueu una nova foto d'aquest monument                                                         |
| Arxiu Històric Provincial                                                                          | A 1997 Arxiu històric                                          | Múrcia                               |                                                      | RI-AR-0000039 | Carregueu una nova foto d'aquest monument |
| Biblioteca Pública de l'Estat                                                                      | BI 1985 Biblioteca                                             | Múrcia                               | 37° 59′ 55″ N, 1° 08′ 14″ O / 37.99858°N,1.13725°O   | RI-BI-0000022 | Biblioteca Pública del Estado (Múrcia) · Modifica el valor a Wikidata · Carregueu una nova foto d'aquest monument                                                   |
| Consell d'Homes Bons de la Huerta de Múrcia                                                        | LH 2008                                                        | Múrcia                               |                                                      | RI-54-0000252 | Consejo de Hombres Buenos de la Huerta de Múrcia · Modifica el valor a Wikidata · Carregueu una nova foto d'aquest monument                                         |
| Monteagudo-Cabezo de Torres                                                                        | LH 2004                                                        | Múrcia Monteagudo                    | 38° 01′ 26″ N, 1° 06′ 30″ O / 38.02378°N,1.10835°O   | RI-54-0000088 | Monteagudo-Cabezo de Torres · Vegeu més fotos d'aquest monument · Carregueu una nova foto d'aquest monument                                                         |
| Torre de El Bojal                                                                                  | M 1985                                                         | Múrcia                               |                                                      | RI-51-0012260 | Carregueu una nova foto d'aquest monument |
| Conjunt Històric Artístic varis sectors de la Ciutat de Múrcia                                     | CH 1976                                                        | Múrcia                               | 37° 59′ 05″ N, 1° 07′ 44″ O / 37.984682°N,1.128765°O | RI-53-0000200 | Conjunto Histórico Artístico varios sectores de la Ciudad de Múrcia · Carregueu una nova foto d'aquest monument                                                     |
| El Merino, Torre del Arráez                                                                        | M 1985                                                         | Múrcia                               |                                                      | RI-51-0012261 | Carregueu una nova foto d'aquest monument |
| Castell del Portazgo (Recinte Inferior)                                                            | M 1997                                                         | Múrcia                               |                                                      | RI-51-0010055 | Carregueu una nova foto d'aquest monument |
| Castell del Portazgo (Recinte superior)                                                            | M 1997                                                         | Múrcia                               |                                                      | RI-51-0010056 | Carregueu una nova foto d'aquest monument |
| Castell del Puerto de la Cadena, de la Asomada o del Morrón                                        | M 1997                                                         | Múrcia                               | 37° 54′ 05″ N, 1° 09′ 04″ O / 37.901318°N,1.151082°O | RI-51-0010057 | Castillo del Puerto de la Cadena, de la Asomada o del Morrón · Vegeu més fotos d'aquest monument · Carregueu una nova foto d'aquest monument                        |
| Castell de Santa Catalina del Monte o de la Luz                                                    | M 1997                                                         | Múrcia La Alberca                    | 37° 55′ 59″ N, 1° 07′ 28″ O / 37.93308°N,1.12438°O   | RI-51-0010058 | Castell de Santa Catalina del Monte (La Alberca) · Vegeu més fotos d'aquest monument · Carregueu una nova foto d'aquest monument                                    |
| Castell de Alquerías, Tabala o El Castelar                                                         | M 1997                                                         | Múrcia                               | 37° 59′ 52″ N, 1° 01′ 04″ O / 37.99767°N,1.01772°O   | RI-51-0010060 | Carregueu una nova foto d'aquest monument |
| Castell de Cabezo del Moro                                                                         | M 1997                                                         | Múrcia                               |                                                      | RI-51-0010061 | Carregueu una nova foto d'aquest monument |
| Castell de Larache                                                                                 | M 1997                                                         | Múrcia Cabezo de Torres              | 38° 01′ 38″ N, 1° 06′ 34″ O / 38.027159°N,1.109422°O | RI-51-0010062 | Carregueu una nova foto d'aquest monument |
| Capella dels Vélez o de San Lucas de la Catedral                                                   | M 1928                                                         | Múrcia                               | 37° 59′ 03″ N, 1° 07′ 41″ O / 37.984031°N,1.128192°O | RI-51-0000328 | Capilla de los Velez o de San Lucas de la Catedral · Vegeu més fotos d'aquest monument · Carregueu una nova foto d'aquest monument                                  |
| Iglesia Catedral de Santa María (Múrcia)                                                           | M 1931                                                         | Múrcia                               | 37° 59′ 02″ N, 1° 07′ 45″ O / 37.983975°N,1.129065°O | RI-51-0000743 | Iglesia Catedral de Santa María (Múrcia) · Vegeu més fotos d'aquest monument · Carregueu una nova foto d'aquest monument                                            |
| Bany Àrab al carrer de Madre de Dios, 15                                                           | M 1931 Enderrocat vers 1953                                    | Múrcia                               |                                                      | RI-51-0000744 | Carregueu una nova foto d'aquest monument |
| Castellet de Monteagudo, Castillo de Lareche                                                       | M 1931                                                         | Múrcia Monteagudo                    |                                                      | RI-51-0000748 | Castillejo de Monteagudo (Múrcia) · Vegeu més fotos d'aquest monument · Carregueu una nova foto d'aquest monument                                                   |
| Església de San Esteban, anomenada de la Compañía                                                  | M 1931                                                         | Múrcia                               | 37° 59′ 16″ N, 1° 08′ 01″ O / 37.987821°N,1.133523°O | RI-51-0000745 | Església de Sant Esteban (Múrcia) · Vegeu més fotos d'aquest monument · Carregueu una nova foto d'aquest monument                                                   |
| Ruïnes romanes, Martyrium                                                                          | M 1931                                                         | Múrcia La Alberca                    | 37° 56′ 16″ N, 1° 08′ 29″ O / 37.937756°N,1.141388°O | RI-51-0000754 | Ruïnes romanes (Múrcia) · Carregueu una nova foto d'aquest monument                                                                                                 |
| Museu Arqueològic Provincial                                                                       | M 1962                                                         | Múrcia                               | 37° 59′ 23″ N, 1° 07′ 50″ O / 37.989707°N,1.130534°O | RI-51-0001387 | Museo Arqueológico Provincial (Múrcia) · Carregueu una nova foto d'aquest monument                                                                                  |
| Museo Provincial de Belles Arts                                                                    | M 1962                                                         | Múrcia                               | 37° 59′ 13″ N, 1° 07′ 26″ O / 37.986846°N,1.123975°O | RI-51-0001388 | Museo Provincial de Bellas Artes (Múrcia) · Carregueu una nova foto d'aquest monument                                                                               |
| Museu Salzillo                                                                                     | M 1962                                                         | Múrcia                               | 37° 59′ 11″ N, 1° 08′ 17″ O / 37.986443°N,1.138185°O | RI-51-0001389 | Museo Salzillo (Múrcia) · Vegeu més fotos d'aquest monument · Carregueu una nova foto d'aquest monument                                                             |
| Església de Sant Nicolau de Bari                                                                   | M 1972                                                         | Múrcia                               | 37° 59′ 09″ N, 1° 08′ 06″ O / 37.985879°N,1.134875°O | RI-51-0003877 | Església de Sant Nicolau de Bari (Múrcia) · Vegeu més fotos d'aquest monument · Carregueu una nova foto d'aquest monument                                           |
| Casa Díaz Cassou                                                                                   | M 1990                                                         | Múrcia                               | 37° 59′ 13″ N, 1° 08′ 07″ O / 37.986938°N,1.135178°O | RI-51-0005433 | Casa Díaz Cassou · Vegeu més fotos d'aquest monument · Carregueu una nova foto d'aquest monument                                                                    |
| Fàbrica de Farines La Constancia                                                                   | M 1992                                                         | Múrcia                               | 37° 58′ 54″ N, 1° 07′ 48″ O / 37.981736°N,1.129896°O | RI-51-0007022 | Fábrica de Harinas La Constancia · Vegeu més fotos d'aquest monument · Carregueu una nova foto d'aquest monument                                                    |
| Església de Santa Catalina                                                                         | M 2006                                                         | Múrcia                               | 37° 59′ 06″ N, 1° 07′ 56″ O / 37.9851°N,1.1323°O     | RI-51-0007377 | Església de Santa Catalina (Múrcia) · Vegeu més fotos d'aquest monument · Carregueu una nova foto d'aquest monument                                                 |
| Palau Vinader                                                                                      | M 1990                                                         | Múrcia                               | 37° 59′ 13″ N, 1° 07′ 52″ O / 37.987°N,1.1312°O      | RI-51-0006940 | Palau Vinader (Múrcia) · Vegeu més fotos d'aquest monument · Carregueu una nova foto d'aquest monument                                                              |
| Teatre Romea                                                                                       | M 1990                                                         | Múrcia                               | 37° 59′ 14″ N, 1° 07′ 50″ O / 37.987124°N,1.130638°O | RI-51-0006974 | Teatro Romea · Vegeu més fotos d'aquest monument · Carregueu una nova foto d'aquest monument                                                                        |
| Ermita de Santiago                                                                                 | M 1945 Enteixinat mudèjar                                      | Múrcia Calle Pasos de Santiago       | 37° 59′ 21″ N, 1° 08′ 08″ O / 37.989038°N,1.135527°O | RI-51-0001171 | Ermita de Santiago · Vegeu més fotos d'aquest monument · Carregueu una nova foto d'aquest monument                                                                  |
| Basilica Paleocristiana                                                                            | M 1979                                                         | Múrcia Algezares                     | 37° 56′ 48″ N, 1° 06′ 19″ O / 37.946541°N,1.105285°O | RI-51-0004347 | Basilica Paleocristiana · Carregueu una nova foto d'aquest monument                                                                                                 |
| La Rueda de la Huerta en la Ñora                                                                   | M 1982                                                         | Múrcia La Ñora                       | 37° 59′ 10″ N, 1° 11′ 38″ O / 37.986043°N,1.193861°O | RI-51-0004747 | La Rueda de la Huerta en la Ñora · Vegeu més fotos d'aquest monument · Carregueu una nova foto d'aquest monument                                                    |
| Santuari de la Fuensanta                                                                           | M 1983                                                         | Múrcia Algezares                     | 37° 56′ 15″ N, 1° 07′ 06″ O / 37.937507°N,1.118323°O | RI-51-0004903 | Santuari de la Fuensanta (Múrcia) · Vegeu més fotos d'aquest monument · Carregueu una nova foto d'aquest monument                                                   |
| Església parroquial de Sant Joan Baptista                                                          | M 1983                                                         | Múrcia                               | 37° 58′ 59″ N, 1° 07′ 33″ O / 37.983112°N,1.125857°O | RI-51-0004820 | Església parroquial de Sant Joan Baptista (Múrcia) · Vegeu més fotos d'aquest monument · Carregueu una nova foto d'aquest monument                                  |
| Hospicio - Inclusa de Santa Florentina                                                             | M 1978                                                         | Múrcia                               | 37° 59′ 12″ N, 1° 08′ 08″ O / 37.986773°N,1.135689°O | RI-51-0004319 | Hospicio - Inclusa de Santa Florentina · Vegeu més fotos d'aquest monument · Carregueu una nova foto d'aquest monument                                              |
| Presa del riu Segura anomenada Azud de la Contraparada.                                            | M 1982                                                         | Múrcia                               | 37° 59′ 43″ N, 1° 13′ 05″ O / 37.9953°N,1.218008°O   | RI-51-0004697 | Presa del riu Segura anomenada Azud de la Contraparada (Múrcia) · Vegeu més fotos d'aquest monument · Carregueu una nova foto d'aquest monument                     |
| Església de Sant Domènec, Capella del Rosari i Arc de Sant Domènec                                 | M 1982                                                         | Múrcia                               | 37° 59′ 14″ N, 1° 07′ 47″ O / 37.987314°N,1.129779°O | RI-51-0004598 | Església de Sant Domènec, Capella del Rosari i Arc de Sant Domènec (Múrcia) · Vegeu més fotos d'aquest monument · Carregueu una nova foto d'aquest monument         |
| Església de Sant Joan de Déu                                                                       | M 1980                                                         | Múrcia                               | 37° 59′ 00″ N, 1° 07′ 41″ O / 37.983231°N,1.128116°O | RI-51-0004429 | Església de Sant Joan de Déu (Múrcia) · Vegeu més fotos d'aquest monument · Carregueu una nova foto d'aquest monument                                               |
| Església Parroquial de Nuestra Señora de Loreto                                                    | M 1995 Arquitectura religiosa Renaixentista i barroc Segle XVI | Múrcia Algezares                     | 37° 56′ 41″ N, 1° 06′ 38″ O / 37.944665°N,1.110687°O | RI-51-0009086 | Iglesia Parroquial de Nuestra Señora de Loreto · Vegeu més fotos d'aquest monument · Carregueu una nova foto d'aquest monument                                      |
| Convent església i hort monacal de les Monges Agustines del Corpus Christi                         | M 1981                                                         | Múrcia                               | 37° 59′ 17″ N, 1° 08′ 17″ O / 37.987993°N,1.138072°O | RI-51-0004490 | Convent església i hort monacal de les Monges Agustines del Corpus Christi (Múrcia) · Vegeu més fotos d'aquest monument · Carregueu una nova foto d'aquest monument |
| Edificio del Casino                                                                                | M 1983                                                         | Múrcia                               | 37° 59′ 08″ N, 1° 07′ 45″ O / 37.985423°N,1.129032°O | RI-51-0004787 | Edificio del Casino (Múrcia) · Vegeu més fotos d'aquest monument · Carregueu una nova foto d'aquest monument                                                        |
| Monestir dels Jeronis de Sant Pere conegut com els Jeronis i l'església "Los Jerónimos de la Ñora" | M 1981                                                         | Múrcia La Ñora                       | 37° 59′ 28″ N, 1° 11′ 07″ O / 37.99119°N,1.18538°O   | RI-51-0004462 | Monestir dels Jeronis de Sant Pere (Múrcia) · Vegeu més fotos d'aquest monument · Carregueu una nova foto d'aquest monument                                         |
| Monestir de Santa Clara la Real                                                                    | M 1981                                                         | Múrcia                               | 37° 59′ 17″ N, 1° 07′ 49″ O / 37.987924°N,1.130242°O | RI-51-0004527 | Monestir de Santa Clara la Real (Múrcia) · Vegeu més fotos d'aquest monument · Carregueu una nova foto d'aquest monument                                            |
| Església de la Mercè i Convent dels Pares Franciscans                                              | M 1981                                                         | Múrcia                               | 37° 59′ 15″ N, 1° 07′ 37″ O / 37.987446°N,1.126921°O | RI-51-0004475 | Església de la Mercè i Convent dels Pares Franciscans (Múrcia) · Vegeu més fotos d'aquest monument · Carregueu una nova foto d'aquest monument                      |
| Església de Sant Bartomeu i Santa Maria                                                            | M 1983                                                         | Múrcia                               | 37° 59′ 07″ N, 1° 07′ 51″ O / 37.985361°N,1.130809°O | RI-51-0004851 | Església de Sant Bartomeu i Santa Maria (Múrcia) · Vegeu més fotos d'aquest monument · Carregueu una nova foto d'aquest monument                                    |
| Església de Sant Llorenç                                                                           | M 1980                                                         | Múrcia                               | 37° 59′ 11″ N, 1° 07′ 39″ O / 37.986336°N,1.127559°O | RI-51-0004444 | Església de Sant Llorenç (Múrcia) · Vegeu més fotos d'aquest monument · Carregueu una nova foto d'aquest monument                                                   |
| Església parroquial de Santa Eulàlia i Capella de Sant Josep                                       | M 1982                                                         | Múrcia                               | 37° 59′ 06″ N, 1° 07′ 29″ O / 37.985095°N,1.124802°O | RI-51-0004569 | Església parroquial de Santa Eulàlia i Capella de Sant Josep (Múrcia) · Vegeu més fotos d'aquest monument · Carregueu una nova foto d'aquest monument               |
| Paseo del Malecón                                                                                  | M 1982                                                         | Múrcia                               | 37° 58′ 58″ N, 1° 08′ 04″ O / 37.982655°N,1.134489°O | RI-51-0004637 | Paseo del Malecón (Múrcia) · Vegeu més fotos d'aquest monument · Carregueu una nova foto d'aquest monument                                                          |
| Jaciment arqueològic Cobatillas la Vieja                                                           | ZA 2000                                                        | Múrcia Cobatillas                    |                                                      | RI-55-0000174 | Carregueu una nova foto d'aquest monument |
| Molí del Batán, Torre islàmica                                                                     | M 2000                                                         | Múrcia Zarandona                     |                                                      | RI-51-0010540 | Carregueu una nova foto d'aquest monument |

## Ojós
| Monument                         | Tipus                         | Localització | Coordenades                                          | Codi?         | Imatge                                                                                                 |
| -------------------------------- | ----------------------------- | ------------ | ---------------------------------------------------- | ------------- | --- |
| Castell de Pila de la Reina Mora | M 1997 Arquitectura defensiva | Ojós         |                                                      | RI-51-0010063 | Carregueu una nova foto d'aquest monument                                                              |
| Església de San Agustín          | M 2008 Arquitectura religiosa | Ojós         | 38° 08′ 52″ N, 1° 20′ 33″ O / 38.147767°N,1.342445°O | RI-51-0011611 | Iglesia de San Agustín · Vegeu més fotos d'aquest monument · Carregueu una nova foto d'aquest monument |

## Pliego
| Monument                                             | Tipus                                   | Localització | Coordenades                                          | Codi?         | Imatge                                                                                             |
| ---------------------------------------------------- | --------------------------------------- | ------------ | ---------------------------------------------------- | ------------- | -------------------------------------------------------------------------------------------------- |
| Castell de las Paleras, de la Mota o de las Barracas | M 1997                                  | Pliego       |                                                      | RI-51-0010064 | Carregueu una nova foto d'aquest monument                                                          |
| Castell de Pliego                                    | M 1997 Arquitectura defensiva Segle XII | Pliego       | 37° 59′ 27″ N, 1° 29′ 52″ O / 37.990830°N,1.497871°O | RI-51-0010065 | Castillo de Pliego · Vegeu més fotos d'aquest monument · Carregueu una nova foto d'aquest monument |
| Església parroquial de Santiago Apóstol              | M 1983                                  | Pliego       |                                                      | RI-51-0004892 | Carregueu una nova foto d'aquest monument                                                          |

## Puerto Lumbreras
| Monument               | Tipus  | Localització     | Coordenades                                            | Codi?         | Imatge |
| ---------------------- | ------ | ---------------- | ------------------------------------------------------ | ------------- | --- |
| Torre del Obispo       | M 1985 | Puerto Lumbreras | 37° 34′ 55″ N, 1° 44′ 05″ O / 37.581944°N,1.734722°O   | RI-51-0012263 | Torre del Obispo (Puerto Lumbreras) · Vegeu més fotos d'aquest monument · Carregueu una nova foto d'aquest monument |
| Torre de los Almendros | M 1985 | Puerto Lumbreras | 37° 29′ 53″ N, 1° 49′ 40″ O / 37.497925°N,1.827775°O   | RI-51-0012262 | Torre de los Almendros · Vegeu més fotos d'aquest monument · Carregueu una nova foto d'aquest monument              |
| Castell de Nogalte     | M 1997 | Puerto Lumbreras | 37° 33′ 52″ N, 1° 49′ 05″ O / 37.5645445°N,1.8179207°O | RI-51-0010066 | Castillo de Nogalte · Vegeu més fotos d'aquest monument · Carregueu una nova foto d'aquest monument                 |

## Ricote
| Monument                             | Tipus  | Localització | Coordenades | Codi?         | Imatge                                                                                    |
| ------------------------------------ | ------ | ------------ | ----------- | ------------- | ----------------------------------------------------------------------------------------- |
| Castell de los Peñascales            | M 1997 | Ricote       |             | RI-51-0010067 | Carregueu una nova foto d'aquest monument                                                 |
| Palau de Alvarez Castellanos         | M 1982 | Ricote       |             | RI-51-0004644 | Carregueu una nova foto d'aquest monument                                                 |
| Església parroquial de San Sebastián | M 2008 | Ricote       |             | RI-51-0012338 | Església parroquial de San Sebastián (Ricote) · Carregueu una nova foto d'aquest monument |

## San Javier |San Javier
| Monument                        | Tipus  | Localització                     | Coordenades                                          | Codi?         | Imatge                                                                                          |
| ------------------------------- | ------ | -------------------------------- | ---------------------------------------------------- | ------------- | ----------------------------------------------------------------------------------------------- |
| Ruïnes romanes de los Alcázares | M 1931 | San Javier Los Alcázares         |                                                      | RI-51-0000746 | Carregueu una nova foto d'aquest monument                                                       |
| Chalet Barnuevo                 | M 1992 | San Javier Santiago de la Ribera | 37° 47′ 49″ N, 0° 48′ 16″ O / 37.797037°N,0.804482°O | RI-51-0006987 | Chalet Barnuevo · Vegeu més fotos d'aquest monument · Carregueu una nova foto d'aquest monument |

## San Pedro del Pinatar
| Monument       | Tipus  | Localització          | Coordenades                                          | Codi?         | Imatge |
| -------------- | ------ | --------------------- | ---------------------------------------------------- | ------------- | --- |
| Casa del Reloj | M 1995 | San Pedro del Pinatar | 37° 50′ 34″ N, 0° 47′ 13″ O / 37.842821°N,0.787079°O | RI-51-0006839 | Casa del Reloj (San Pedro del Pinatar) · Vegeu més fotos d'aquest monument · Carregueu una nova foto d'aquest monument |

## Totana
| Monument                            | Tipus     | Localització | Coordenades                                          | Codi?          | Imatge |
| ----------------------------------- | --------- | ------------ | ---------------------------------------------------- | -------------- | --- |
| Església de Santa Eulalia de Mérida | M 2002    | Totana       | 37° 48′ 03″ N, 1° 33′ 26″ O / 37.800832°N,1.557237°O | RI-51-0010821  | Iglesia de Santa Eulalia de Mérida · Vegeu més fotos d'aquest monument · Carregueu una nova foto d'aquest monument |
| Lomo del Herrero II                 | M 1985    | Totana       |                                                      | RI-51-0012322  | Carregueu una nova foto d'aquest monument                                                                          |
| Cueva de los Carboneros             | M 1985    | Totana       |                                                      | RI-51-0012323  | Carregueu una nova foto d'aquest monument                                                                          |
| Totana                              | CH incoat | Totana       | 37° 46′ 12″ N, 1° 30′ 01″ O / 37.769908°N,1.500177°O | ARI-53-0000319 | Totana · Carregueu una nova foto d'aquest monument                                                                 |

## Ulea
| Monument                       | Tipus  | Localització | Coordenades                                          | Codi?         | Imatge |
| ------------------------------ | ------ | ------------ | ---------------------------------------------------- | ------------- | --- |
| Castell d'Ullea                | M 1997 | Ulea         |                                                      | RI-51-0010068 | Carregueu una nova foto d'aquest monument                                                                       |
| Torre del Puerto de la Losilla | M 1997 | Ulea         |                                                      | RI-51-0010069 | Torre del Puerto de la Losilla · Vegeu més fotos d'aquest monument · Carregueu una nova foto d'aquest monument  |
| Església de San Bartolomé      | M 1982 | Ulea         | 38° 08′ 17″ N, 1° 19′ 57″ O / 38.137953°N,1.332608°O | RI-51-0004642 | Iglesia de San Bartolomé (Ulea) · Vegeu més fotos d'aquest monument · Carregueu una nova foto d'aquest monument |

## Villanueva del Río Segura
| Monument                                     | Tipus                  | Localització              | Coordenades                                          | Codi?         | Imatge |
| -------------------------------------------- | ---------------------- | ------------------------- | ---------------------------------------------------- | ------------- | --- |
| Església de la Nostra Senyora de l'Assumpció | M Neoclàssic Segle XIX | Villanueva del Río Segura | 38° 08′ 14″ N, 1° 19′ 27″ O / 38.137356°N,1.324213°O | RI-51-0011325 | Església de la Nostra Senyora de l'Assumpció (Villanueva del Río Segura) · Vegeu més fotos d'aquest monument · Carregueu una nova foto d'aquest monument |

## Iecla
| Monument                                                   | Tipus                                           | Localització | Coordenades                                            | Codi?               | Imatge |
| ---------------------------------------------------------- | ----------------------------------------------- | ------------ | ------------------------------------------------------ | ------------------- | --- |
| Cants de la Visera III                                     | M 1985                                          | Iecla        |                                                        | RI-51-0012324       | Carregueu una nova foto d'aquest monument                                                                             |
| Castell                                                    | M 1997                                          | Iecla        | 38° 36′ 32″ N, 1° 07′ 18″ O / 38.608889°N,1.121667°O   | RI-51-0010072       | Castell de Iecla · Vegeu més fotos d'aquest monument · Carregueu una nova foto d'aquest monument                      |
| Abrics del Mediodía II                                     | M 1996                                          | Iecla        |                                                        | RI-51-0009564-00002 | Carregueu una nova foto d'aquest monument                                                                             |
| Entorn de Protecció de Petròglifs                          | M 1996                                          | Iecla        |                                                        | RI-51-0009565       | Carregueu una nova foto d'aquest monument                                                                             |
| Església de San Francisco                                  | M 1982                                          | Iecla        |                                                        | RI-51-0004690       | Carregueu una nova foto d'aquest monument                                                                             |
| Antic Hospital de Iecla i església annexa                  | M 1982                                          | Iecla        | 38° 36′ 44″ N, 1° 07′ 00″ O / 38.612147°N,1.116696°O   | RI-51-0004754       | Antiguo Hospital e Iglesia aneja · Vegeu més fotos d'aquest monument · Carregueu una nova foto d'aquest monument      |
| Església Vella de l'Assumpció o del Salvador               | M 1982                                          | Iecla        | 38° 36′ 40″ N, 1° 07′ 04″ O / 38.6111945°N,1.1177075°O | RI-51-0004683       | Església Vella de l'Assumpció (Iecla) · Vegeu més fotos d'aquest monument · Carregueu una nova foto d'aquest monument |
| Ermita de San Roque, església de San Roque y San Sebastián | M 1981 Arquitectura religiosa Mudèjar Segle XVI | Iecla        |                                                        | RI-51-0004552       | Carregueu una nova foto d'aquest monument                                                                             |